# 엘카리조사슴쥐
엘카리조사슴쥐(Peromyscus ochraventer)는 비단털쥐과에 속하는 설치류의 일종이다. 멕시코에서만 발견된다. 해발 800~2,000m 고도의 참나무와 소나무 숲, 운무림에서 서식한다.

## 생태
주로 땅 위에서 생활하지만 나무를 잘 오르기도 한다. 야행성 동물이다. 바위 사이와 쓰러진 나무 근처에 굴을 판다.

## 분포 및 서식지
멕시코 토착종으로 남쪽 타마울리파스주 랜초 델 시엘로 지역부터 산루이스포토시 플라타니토스 지역까지 시에라 마드레 오리엔탈 산맥 동쪽의 습윤 숲에서 서식한다.